# Apodanthera weberbaueri
Apodanthera weberbaueri är en gurkväxtart som beskrevs av Hermann August Theodor Harms. Apodanthera weberbaueri ingår i släktet Apodanthera och familjen gurkväxter. Inga underarter finns listade i Catalogue of Life.